# 小林諭果
小林 諭果 (こばやし ゆか、1994年5月16日 - ）は、岩手県岩手郡松尾村（現八幡平市）出身のスキージャンプ選手である。盛岡中央高等学校 - 早稲田大学 - CHINTAIスキークラブ。兄の小林潤志郎、弟の小林陵侑、小林龍尚もスキージャンプ選手である。

## 経歴
小学校4年生から柏台スポーツ少年団でジャンプ競技を始めた。2008年3月8日に開かれた蔵王大会でコンチネンタルカップに初出場し、1日目29位、2日目30位でポイントを獲得した。国際大会参加初期は国内開催の大会のみの参加であった。2008/09シーズンは好調で、蔵王大会で1日目26位、2日目25位であった。2009年シーズンは1日目30位、2日目32位。2010/11シーズンは蔵王大会で30位で1ポイントを獲得した。
2012年3月3日開催のスキージャンプ・ワールドカップ蔵王大会で初出場、1日目40位、2日目41位でワールドカップでのポイント獲得はできなかった。チェコのリベレツで開催されたノルディックスキージュニア世界選手権2013では個人で24位、団体で5位を記録。2014年1月に再びワールドカップに出場するも、ポイントを取ることはかなわず、翌年の札幌大会（en）で漸く30位と24位となりポイントを獲得した。またシトゥルブスケー・プレソで開催された2015年冬季ユニバーシアードでは個人、女子団体で銀メダル、混合団体で金メダルを獲得、アルマトイでの2017年大会では女子団体で前回大会の雪辱を果たす金メダルを獲得したものの、個人は岩佐明香に及ばず銀メダルに終わった。

## 成績

### 国際大会

#### ジュニア世界選手権
- 2013年リベレツ大会（ チェコ）
  - 個人 24位
  - 団体 5位 (小林諭果、山口瑞貴、伊藤有希、高梨沙羅)

#### ユニバーシアード
- 2015年シトゥルブスケー・プレソ大会 ( スロバキア)
  - 個人ノーマルヒル 2位
  - 女子団体ノーマルヒル 2位 (松橋亜紀、小林諭果)
  - 混合団体ノーマルヒル 優勝 (小林諭果、小林潤志郎)
- 2017年アルマトイ ( カザフスタン)
  - 個人ノーマルヒル 2位
  - 混合団体ノーマルヒル 3位(小林諭果、古賀極)
  - 女子団体ノーマルヒル 優勝 (小林諭果、岩佐明香)

#### ワールドカップ
- 最高順位 23位（2022/23シーズンまで）

| シーズン | 順位 | ポイント       |
| -------- | ---- | -------------- |
| 2011/12  | .    | 0              |
| 2013/14  | .    | 0              |
| 2014/15  | 42.  | 09             |
| 2016/17  | .    | （予選不通過） |
| 2017/18  | 50.  | 04             |
| 2018/19  | .    | 0              |
| 2019/20  | 47.  | 03             |
| 2022/23  | 55.  | 05             |

#### サマーグランプリ
- 最高順位 8位（2022シーズンまで）

| シーズン | 順位 | ポイント |
| -------- | ---- | -------- |
| 2016     | 38.  | 06       |
| 2021     | 46.  | 017      |
| 2022     | 10.  | 0117     |

#### コンチネンタルカップ
- 最高順位 13位（2011/12シーズンまで）

| シーズン | 順位 | ポイント |
| -------- | ---- | -------- |
| 2007/08  | 71.  | 03       |
| 2008/09  | 70.  | 11       |
| 2009/10  | 69.  | 01       |
| 2010/11  | 87.  | 01       |
| 2011/12  | 33.  | 38       |

### 国内大会
- 第27回岩手県スポーツ少年団スキー大会スペシャルジャンプ小学生女子 優勝
- 第7回、8回ライオンズクラブ杯全国ジュニアサマージャンプ大会中学女子 優勝
- 第85回宮様スキー大会国際競技会ノルディックスキー・スペシャルジャンプ女子ラージヒル 優勝
- 第88回全日本学生スキー選手権大会ノルディックスキー・スペシャルジャンプ女子1部 優勝
- 第92回全日本スキー選手権大会女子組 優勝
- 第20回札幌市長杯大倉山サマージャンプ大会女子組 優勝
- 大倉山チャレンジカップ2017サマージャンプ大会女子組 優勝
- 第59回、64回HBCカップジャンプ競技会女子組 優勝
- 第49回名寄ピヤシリジャンプ大会女子組 優勝
- 第62回、63回雪印メグミルク杯全日本ジャンプ大会女子組 優勝
- チャレンジカップ2021大倉山サマージャンプ大会女子組 優勝
- 第61回STV杯女子組 優勝
- 第33回、34回TVh杯ジャンプ大会女子組 優勝
- 第23回伊藤杯シーズンファイナル大倉山ナイタージャンプ大会 女子組 優勝
- 第38回吉田杯ジャンプ大会女子組 優勝